# کانکورد هیلز (اوهایو)
کانکورد هیلز (به انگلیسی: Concorde Hills) یک منطقهٔ مسکونی در ایالات متحده آمریکا است که در شهرستان همیلتون، اوهایو واقع شده‌است. کانکورد هیلز ۱٫۰ کیلومتر مربع مساحت و ۶۶۳ نفر جمعیت دارد و ۲۴۳٫۸۴ متر بالاتر از سطح دریا واقع شده‌است.